# Et herreportræt
|  | Denne artikel er oprettet af botten Steenthbot ud fra en ekstern database. Den kan derfor have sproglige fejl eller mangler. Denne skabelon kan fjernes efter kontrol af indholdet. |

Et herreportræt er en dansk animationsfilm fra 1981 instrueret af Romana Burianová-Svensson efter eget manuskript.

## Handling
En dukkefilm i historisk miljø, en intrige-komedie for (først og fremmest) et voksent publikum. Handlingen er henlagt til Paris omkring århundredskiftet, hvor en smuk ung dame en dag løber ind i en kunstsamler, som hun fatter interesse for. Hendes forlovede - den uheldige helt, der altid kommer galt af sted - bliver frygteligt jaloux og udspionerer den unge dame, da hun besøger den elegante kunstsamler i hans hjem. Han udtænker en raffineret plan for at få hende tilbage igen.